# Сквер Дивизий Московского Народного Ополчения
Сквер Дивизий Московского Народного Ополчения (ранее сквер на 2-й Песчаной улице) — сквер в районе Сокол Северного административного округа Москвы. Представляет собой широкий бульвар в центре 2-й Песчаной улицы. Площадь сквера составляет 3,5 га. Образован в 1954 году на месте оврага реки Ходынки, заключённой в коллектор. Нынешнее название получил в 2018 году. Сквер имеет статус объекта культурного наследия (произведения ландшафтной архитектуры и садово-паркового искусства) регионального значения.

## История
Ранее на месте сквера протекала река Ходынка. После Великой Отечественной войны существовал проект включения этой территории в состав Ленинградского парка (ныне Мемориально-парковый комплекс героев Первой мировой войны). В конце 1940-х — начале 1950-х началась застройка района Песчаных улиц, и вдоль участка реки была проложена 2-я Песчаная улица. Сама же Ходынка, протекавшая по центру широкой улицы, была убрана в 1951 году в коллектор
Осенью 1953 года на месте оврага речки Ходынки в центре 2-й Песчаной улицы начались работы по устройству сквера. Он сооружался проекту архитекторов Ю. С. Гриневицкого и В. М. Семёновой. Первоначально под сквер отводилась территория в 4,5 га. Для сквера из питомников и лесничеств были привезены тысячи деревьев и кустарников. На центральной аллее были высажены каштаны, саженцы для которых предоставил начальник управления растениеводства ВСХВ Семён Алексеев. К осени 1954 года у входа в сквер устроена площадка с фонтаном посредине.
Согласно первоначальному проекту, сквер должен был простираться от Новопесчаной улицы до улицы Викторенко и далее сообщаться с парком на Ходынском поле. Проект не был в полной мере реализован, сейчас сквер фактически завершается тупиком и гаражами.
У пересечения с Чапаевским переулком в сквере находились деревянные жилые дома. Они были снесены спустя несколько лет, и на их месте появился подземный общественный туалет.
Фонтан сквера имеет названия «Каменный веток», «Георгиу-Деж» или «Песчаный». Его изображение периодически включают в фотоальбомы с лучшими видами Москвы. Этот фонтан является излюбленным местом для разного рода съёмок. Он фигурирует во многих фильмах, сериалах, рекламных роликах и музыкальных клипах.
Сквер несколько раз упоминается в произведениях Юрия Трифонова:
На углу Второй Песчаной, где находится диетический гастроном, я остановился и поглядел кругом: я увидел сквер с нагими деревьями, сырые ветви которых искрились на солнце. На скамейках, расставленных кольцом вокруг фонтана, сидели, подставив солнцу лица, десятка четыре пенсионеров, стариков и старух. Солнце ласкало их старую, в мешках и складках кожу.
Постановлением Правительства Москвы от 9 февраля 1999 года сквер был включён в список объектов культурного наследия регионального значения.
В декабре 2016 года в Мосгордуме было поддержано предложение об установке в сквере на 2-й Песчаной улице памятного знака, посвящённого четырём дивизиям московского народного ополчения второй волны формирования. Место обусловлено тем, что неподалёку отсюда, в здании школы № 1249 в Чапаевском переулке, 16 октября 1941 года из добровольцев была сформирована 3-я Московская коммунистическая стрелковая дивизия. 16 января 2018 года сквер получил нынешнее название — «Сквер Дивизий Московского Народного Ополчения». Тогда же стало известно о решении установить в 2019 году на центральной клумбе памятник ополченцам второй волны формирований. Согласно проекту, он представлял собой бронзовую многофигурную скульптурную композицию и гранитную стену.
Местные жители оставили 2 тысячи подписей против установки памятника. В марте 2019 года совет депутатов района Сокол отменил решение совета прошлого созыва об установке памятника. В декабре 2019 года председатель Московской городской думы Алексей Шапошников сообщил, что памятник, по всей видимости, в сквере устанавливаться не будет.

## Описание сквера
Сквер имеет ширину около 100 м. У входа со стороны Новопесчаной улицы устроена парадная площадка с большим фонтаном, окружённая кольцом зелёных насаждений. Фонтан выполнен в неоклассическом стиле и является главным композиционно-планировочным акцентом сквера. Он облицован серым гранитом, в центре — чугунный «цветок». На входе установлена пара пятирожковых фонарей с чугунными несущими конструкциями и цоколями, облицованными красным гранитом. Неподалёку от фонарей — пара шестигранных цветочных вазонов из красного гранита.
По оси сквера проходит центральная аллея тройного профиля. Средняя дорожка имеет ширину 6 м, боковые — 3,5 м. Дорожки отделены друг от друга посадками каштанов и рабатками. На боковых дорожках устроены ниши для скамеек. Главная аллея огорожена посадкой кустарников. На ней устроено несколько площадок с цветниками.
Вблизи границ сквера, параллельно центральной аллее, проложены две дорожки шириной 4 м каждая. К ним примыкают детские площадки. Центральная и боковые аллеи сообщаются сетью дорожек.
Между аллей высажены яблони, груши, рябины, вязы и ясени. Вдоль границ сквера — живая изгородь из боярышника и посадка берлинского тополя.
Планировка и форма фонарей имеют сходство со сквером на Болотной площади, спроектированном В. И. Долгановым